# Althepus complicatus
Althepus complicatus is een spinnensoort uit de familie Psilodercidae. De soort komt voor in Sumatra.